# Rhinobatos leucospilus
Rhinobatos leucospilus és un peix de la família dels rinobàtids i de l'ordre dels rajiformes
present a les costes occidentals de l'oceà Índic: des del sud de Moçambic fins a Transkei (Sud-àfrica).
És ovovivípar.
Pot arribar als 120 cm de llargària total.